# Hochdruckchemie
Die Hochdruckchemie ist ein Teilgebiet der Chemie mit erheblicher industrieller Bedeutung. Sie beschreibt den Ablauf chemischer Reaktionen und das Verhalten der Stoffe bei Drücken von meist über 100 bar. Zu den bekannten Wissenschaftlern, die sich mit der Hochdruckchemie beschäftigten, zählen Fritz Haber, Carl Bosch, Antonius M. J. F. Michels, Mikhail Eremets und Wladimir Nikolajewitsch Ipatjew.
Bei extrem hohem Druck und Temperaturen bis zu 4000 °C können Diamanten aus Graphit hergestellt werden.

## Beispiele für großtechnische Hochdrucksynthesen
- Ammoniak-Synthese (Haber-Bosch-Verfahren)[2]
- Methanol-Synthese ausgehend von Kohlenmonoxid und Wasserstoff[1]
- Oxo-Synthese[1]
- Kohlehydrierung (Bergius-Pier-Verfahren)[1]
- Polyethylen-Herstellung,[1] genauer Herstellung von HD-Polyethylen